# Memorial Marco Pantani
Das Memorial Marco Pantani ist ein italienisches Straßenradrennen.
Das Memorial Pantani ist ein Eintagesrennen, welches seit 2006 zur UCI Europe Tour zählt und in die Kategorie 1.1 eingestuft ist. In den Jahren 2004 und 2005 wurde das Rennen als (kürzeres) Rundstreckenrennen ausgetragen. Das Rennen erinnert an den am 14. Februar 2004 verstorbenen Radprofi Marco Pantani. Es startet oder endet in seiner Geburtsstadt Cesenatico in der Emilia-Romagna. Im Jahre 2013 war das Rennen zugleich der Giro della Romagna und hieß Memorial Marco Pantani-Giro della Romagna.

## Sieger
| Jahr | Sieger            | Zweiter           | Dritter                |          |
| ---- | ----------------- | ----------------- | ---------------------- | -------- |
| 2004 | Damiano Cunego    | Franco Pellizotti | Luca Mazzanti          |          |
| 2005 | Gilberto Simoni   | Luca Mazzanti     | Emanuele Sella         |          |
| 2006 | Daniele Bennati   | Luca Mazzanti     | Ruslan Pidhornyj       |          |
| 2007 | Franco Pellizotti | Luca Mazzanti     | Pasquale Muto          |          |
| 2008 | Enrico Rossi      | Damiano Cunego    | Ruslan Pidhornyj       |          |
| 2009 | Roberto Ferrari   | Giovanni Visconti | Valerio Agnoli         |          |
| 2010 | Elia Viviani      | José Serpa        | Manuel Belletti        |          |
| 2011 | Fabio Taborre     | Davide Rebellin   | Daniel Martin          |          |
| 2012 | Fabio Felline     | Elia Viviani      | Giovanni Visconti      |          |
| 2013 | Sacha Modolo      | Enrico Rossi      | Andrea Piechele        |          |
| 2014 | Sonny Colbrelli   | Grega Bole        | Fabio Chinello         |          |
| 2015 | Diego Ulissi      | Giovanni Visconti | Vincenzo Nibali        |          |
| 2016 | Francesco Gavazzi | Matteo Busato     | Paolo Totò             |          |
| 2017 | Marco Zamparella  | Diego Ulissi      | Egan Bernal            |          |
| 2018 | Davide Ballerini  | David Gaudu       | Francesco Gavazzi      |          |
| 2019 | Alexei Luzenko    | Diego Rosa        | Guillaume Martin       |          |
| 2020 | Fabio Felline     | Ethan Hayter      | Aljaksandr Rabuschenka |          |
| 2021 | Sonny Colbrelli   | Vincenzo Albanese | Alex Aranburu          |          |
| 2022 | abgesagt          | abgesagt          | abgesagt               | abgesagt |
| 2023 | Alexei Luzenko    | Marc Hirschi      | Pavel Sivakov          |          |
| 2024 | Marc Hirschi      | Lorenzo Milesi    | Vincenzo Albanese      |          |
| 2025 |                   |                   |                        |          |